# كينزو تانيجوتشي
كينزو تانيجوتشي (باليابانية: 谷口 堅三) (15 سبتمبر 1988 في كاغوشيما في اليابان – )؛ هو لاعب كرة قدم ياباني سابق كان يلعب كمهاجم.

## وصلات خارجية
- كينزو تانيجوتشي على موقع رابطة كرة القدم اليابانية للمحترفين (اليابانية)
- كينزو تانيجوتشي على موقع قاعدة بيانات كرة القدم.إي يو (الإنجليزية)
- كينزو تانيجوتشي على موقع Soccerway.com (الإنجليزية)